# Lucy Harris
Pour les articles homonymes, voir Lucy Harris (femme politique) et Harris.
Lucy Harris (née en 1792 à Smithfield, Rhode Island - morte en 1836 à Kirtland) était la première femme de Martin Harris, l'un des premiers membres de l'Église de Jésus-Christ des saints des derniers jours et l'un des « Trois Témoins » des plaques d'or du Livre de Mormon.

## Vie
Lucy Harris et Martin Harris, cousins au premier degré, se marient le 27 mars 1808 à Palmyra[Lequel ?], New York, États-Unis. Le couple a six enfants.
En partie à cause de leur désaccord persistant à propos de la légitimité de Joseph Smith et de ses plaques d'or, et en raison de la perte de leur ferme, que Martin avait hypothéqué pour publier le Livre de Mormon, Harris et sa femme se séparent. 

## Culture populaire
Lucy Harris apparaît dans un des épisodes de South Park, Tout sur les mormons. Dans ce dernier, Lucy regarde Joseph Smith d'un œil sceptique. Pour convaincre son épouse que Smith ne ment pas et qu'il traduit réellement le livre de Lehi, Martin Harris lui demande de le laisser emprunter les 116 premières pages de la traduction du Livre de Mormon. Sur l'insistance d'Harris, et alors que Dieu l'aurait mis en garde, Smith lui prête les pages à contre-cœur. Pour mettre Joseph Smith à l'épreuve et voir s'il est capable de retraduire les pages de la même manière, Lucy les cache. Quand Harris apprend à Smith la « perte » du manuscrit, ce dernier s'emporte et part prier. Quand il revient, il déclare que Dieu lui est apparu dans une vision et lui a demandé de ne pas retraduire ces 116 pages. 